# Nicola Happel
Nicola Happel (geboren 1. Dezember 1992 in Gießen) ist eine deutsche Basketballspielerin und -trainerin. Sie spielt auf der Position des Guard und ist Juniorbotschafterin des Deutschen Olympischen Sportbunds.

## Leben
Nicola Happel besuchte die August-Hermann-Francke-Schule in Gießen und wurde dort 2012 mit dem Schulsportpreis des Landes Hessen ausgezeichnet.

## Basketballkarriere
Bereits 2008 wurde die ihrerzeit 16-jährige Nicola Happel beim Zweitligisten Bender Baskets Grünberg eingesetzt. Im gleichen Jahr wurde sie mit der U16 des Stammvereines TSV Grünberg Deutscher Meister. Zwei weitere Meistertitel konnte sie 2009 und 2011 mit den Jugendmannschaften U18 und U19 ihres Stammvereines TSV Grünberg erringen.
In den Saisons 2011/2012 bis 2013/2014 spielte Nicola Happel als Doppellizenzspielerin nicht nur beim Zweitligisten Bender Baskets Grünberg, sondern auch in der 1. Damen-Basketball-Bundesliga beim BC Marburg. 2012 belegte sie mit dem BC Marburg den 3. Platz in der Meisterschaft. In der Saison 2013/2014 verletzte sie sich und konnte erst wieder 2014/2015 beim Heimatclub Bender Baskets Grünberg ins Spielgeschehen eingreifen. 2015 wechselte sie zum Rhöndorfer TV, wo sie im Regionalligateam aushalf. Zur Saison 2015/2016 unterschrieb sie beim Zweitligisten Opladen.

## Erfolge
- Deutscher Meister 2008 mit der U16 des TSV Grünberg
- Deutscher Meister 2009 mit der U18 des TSV Grünberg
- Deutscher Meister 2011 mit der U19 des TSV Grünberg
- Juniorbotschafterin des Deutschen Olympischen Sportbunds
- Trägerin des Schulsportpreises 2012 des Landes Hessen